# 18806 Zachpenn
18806 Zachpenn (1999 JX79) là một tiểu hành tinh vành đai chính được phát hiện ngày 13 tháng 5 năm 1999 bởi nhóm nghiên cứu tiểu hành tinh gần Trái Đất phòng thí nghiệm Lincoln ở Socorro.